# Partido del Pueblo (Islandia)
El Partido del Pueblo (en islandés: Flokkur fólksins) es un partido político islandés fundado en 2016 por la estudiante de derecho invidente y concursante del programa de televisión Factor X Inga Sæland. Su plataforma política afirma luchar por mejores condiciones de vida para los ciudadanos de escasos recursos y los discapacitados. El partido compareció en las elecciones parlamentarias de 2016. Recibió 3,5% de los votos, siendo un porcentaje insuficiente para acceder a una banca, ya que en Islandia la cláusula de barrera es del 5%.

## Resultados electorales
| Resultado de las elecciones al Alþingi | Resultado de las elecciones al Alþingi | Resultado de las elecciones al Alþingi | Resultado de las elecciones al Alþingi | Resultado de las elecciones al Alþingi | Resultado de las elecciones al Alþingi |
| Año                                    | Votos                                  | %                                      | Escaños                                | +/-                                    | Gobierno                               |
| -------------------------------------- | -------------------------------------- | -------------------------------------- | -------------------------------------- | -------------------------------------- | -------------------------------------- |
| 2016                                   | 6 707 (#8)                             | 3,54                                   | 0/63                                   |                                        | Extraparlamentario                     |
| 2017                                   | 13 502 (#7)                            | 6,90                                   | 4/63                                   | 4                                      | Oposición                              |
| 2021                                   | 17 672 (#5)                            | 8,8                                    | 6/63                                   | 2                                      | Oposición                              |
| 2024                                   | 29 288 (#5)                            | 13,8                                   | 10/63                                  | 4                                      | Coalición con AS y Viðreisn            |